# Ol'ga Vasil'eva
Ol'ga Jur'evna Vasil'eva (in russo О́льга Ю́рьевна Васи́льева?; talvolta traslitterata come Vasilyeva; Bugulma, 13 gennaio 1960) è una politica e storica russa, Ministro dell'Educazione e delle Scienze (2016—2018) nel governo di Vladimir Putin e Ministro dell'Educazione dal maggio 2018 al gennaio 2020.
 È nota per aver difeso le politiche dell'Unione Sovietica e per aver rilasciato dichiarazioni controverse che sono state percepite come favorevoli a Joseph Stalin.

## Biografia
Vasil'eva è nata nel 1960 a Bugulma della Repubblica socialista sovietica autonoma tartara (ora Repubblica del Tatarstan). 
 Nel 1979 si è laureata in Coro e Direzione d'Orchestra presso l'Istituto Statale di Cultura di Mosca. Successivamente, a metà degli anni '80, ha studiato storia all'Università statale di scienze umane di Mosca. Per diversi anni è stata maestra di canto e insegnante di storia.
Successivamente è passata al lavoro di ricerca come storica. Nel 1987 è stata ammessa al dottorato di ricerca presso l'Istituto di storia dell'Accademia delle scienze dell'URSS. Nel 1990 ha discusso il suo dottorato di ricerca con "Lo Stato sovietico e le attività patriottiche della Chiesa ortodossa russa durante gli anni della Grande Guerra Patriottica".
Dal 1991 al 2002 Vasilyeva ha lavorato presso l'Accademia Russa delle Scienze. 
Nel 2007 Vasil'eva ha terminato gli studi presso l'Accademia Diplomatica del Ministero degli Affari Esteri della Federazione Russa. La sua carriera nel servizio statale è iniziata presso il Dipartimento per la Cultura del governo russo. Era responsabile, tra l'altro, dei programmi scolastici primari e secondari, in particolare nella storia russa e nell'educazione religiosa russa. Prima della sua nomina ministeriale, Vasil'eva era capo dipartimento presso RANEPA, dove lavorava dal 2002.